# Сквер Черкаської обласної ради
Сквер Черкаської обласної ради — парк-пам'ятка садово-паркового мистецтва місцевого значення. Об'єкт розташований на території Черкас Черкаської області.
Площа — 0,8 га, статус отриманий у 2009 році.

## Галерея

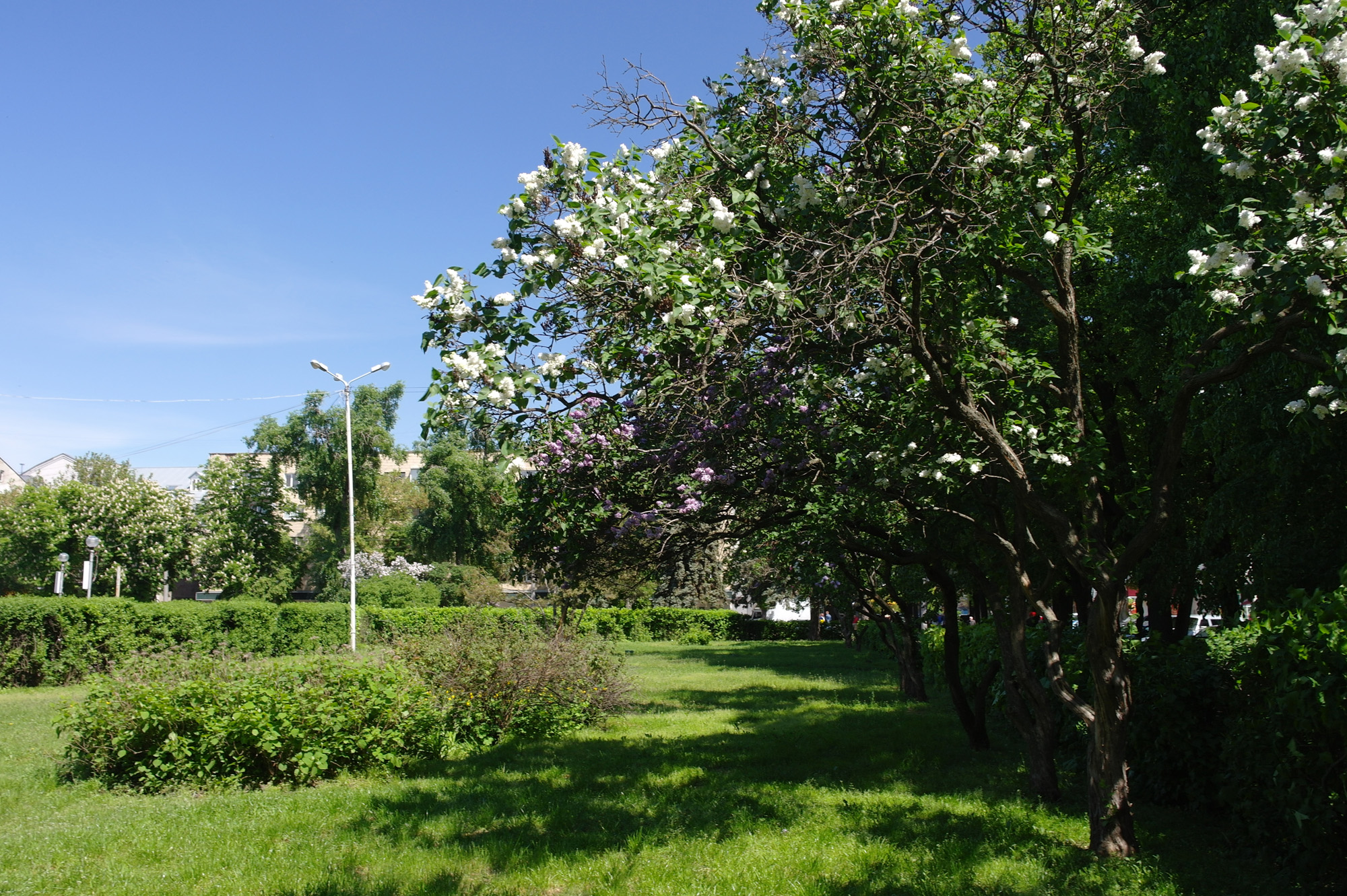
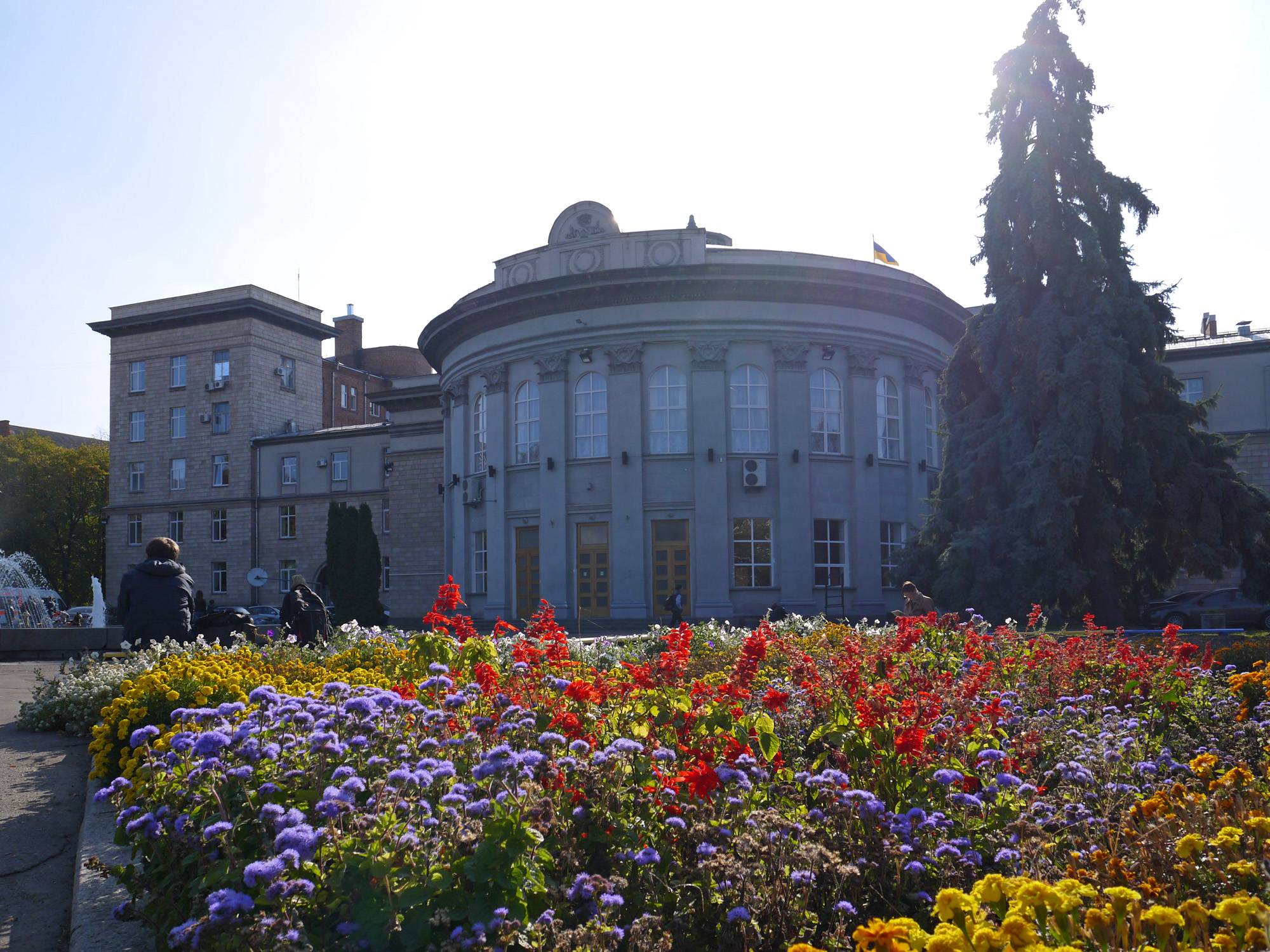
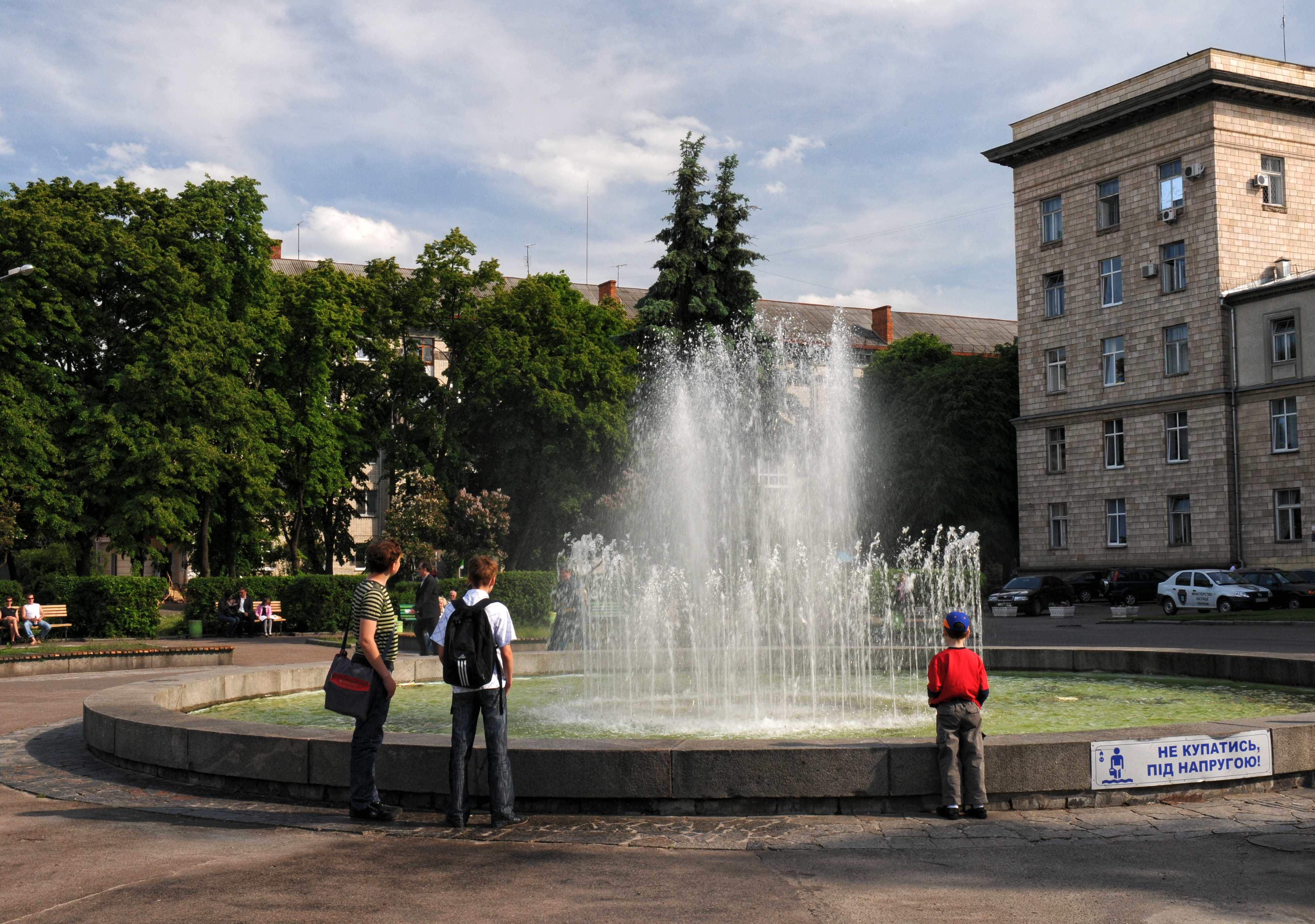